# Сантии
Сантии (на английски: Santee) (да не се бърка със сантии-дакота в Минесота) е малко северноамериканско индианско племе, което в началото на колониалния период живее в средното течение на река Сантии в Южна Каролина. Няма оцелели думи от езика им, но се предполага, че са сиуезично племе.
За първи път се споменават от испанците през 17 век. През 1700 г. ги посещава Джон Лоусън. Той съобщава, че племето обработва големи ниви по брега на реката и че са във война с хората от крайбрежието. По време на Войната тускарора (1711 г.), те подкрепят колонистите, но във Войната ямаси (1715 г.) се присъединяват към ямасите и другите племена от областта срещу колонията. В този момент наброяват общо 80 – 85 души, живеещи в две села на река Сантии. През 1716 г. са нападнати от кусабо, които защитават белите заселници. Много сантии са заловени от кусабо и изпратени по плантациите в Западните Индии. Тези, които се спасяват, вероятно се присъединяват към катоба и изчезват от историята.